# Flaeming Skate

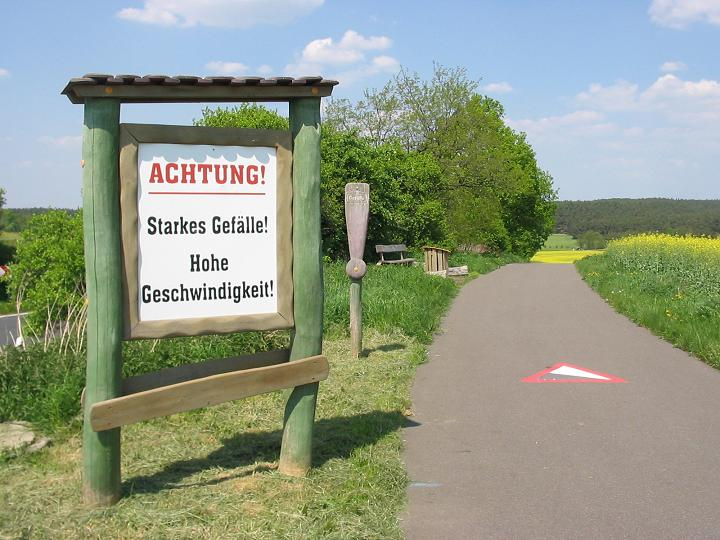
Po trase.

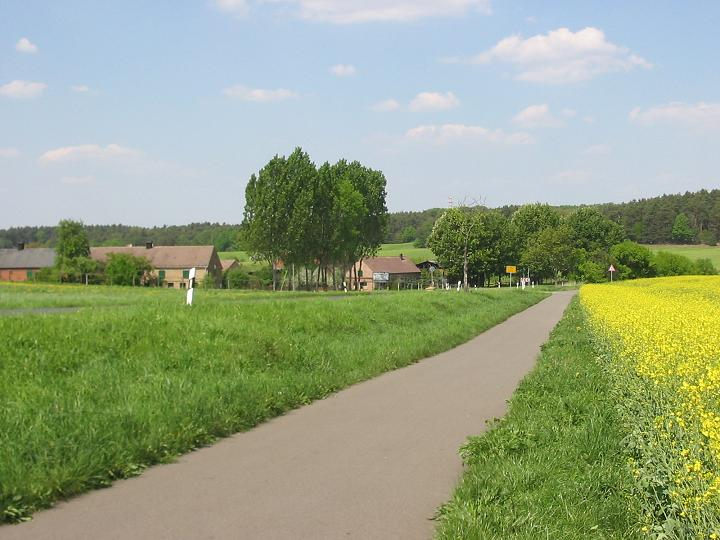
Po trase.

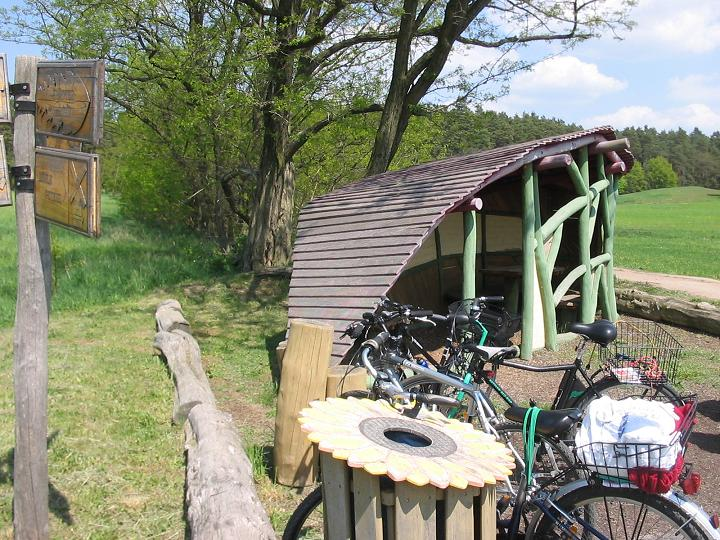
Jedna z odpočívek na trase.

Flaeming Skate je systém cest pro inline bruslení v braniborském zemském okrese Teltow-Fläming. Flaeming Skate je prvním a od roku 2001 největším bruslařským přírodním areálem. Nabízí více než 200 km speciálně upravených cyklostezek a stezek pro inline bruslaře. K dispozici je 8 okruhů s délkami od 10 do 100 kilometrů. Krajina je rozmanitá a často vede lesem i loukou.
Vlámské obyvatelstvo (anglicky Flemish people) se zde ve 12. a 13. století usadilo mezi řekami Labem, Havolou a Sprévou a dalo regionu název. Centrem je okružní cesta, která pokrývá necelých 100 kilometrů. Má také několik kratších okruhů, které lze rozdělit na jednodenní etapy.
Terén: Stezka pro cyklisty a inline bruslaře vede po několika okruzích, celou dobu po asfaltu. Trať je široká mezi dvěma a třemi metry a je zde jen několik prudkých stoupání.
Krajina: Trasa vede převážně rovinatou krajinou s písečnými dunami, řídce osídleným ledovcovým údolím Baruther Urstromtal a oblastí Niederen Fläming. Pole a lesy jsou typickými rysy krajiny.